# Telchinia rupicola
Telchinia rupicola is een vlinder uit de familie van de Nymphalidae. De wetenschappelijke naam van de soort is voor het eerst voorgesteld door Arnold Schultze in een publicatie uit 1912.
De spanwijdte bedraagt bij het mannetje 37 tot 42 millimeter en bij het vrouwtje 44 tot 46 millimeter.
De soort komt voor in Zuid-Kameroen, Equatoriaal Guinee (Bioko) en Gabon.